# Giovanna Ralli
Giovanna Ralli, née le 2 janvier 1935 à Rome, est une actrice italienne.
Décorée par deux rubans d'argent, au cours de sa carrière elle a été dirigée par quelques-uns des plus grands réalisateurs du cinéma italien, comme Mario Monicelli, Ettore Scola, Roberto Rossellini et Vittorio De Sica, jouant aux côtés de Vittorio Gassman, Nino Manfredi, Alberto Sordi, Ugo Tognazzi et Marcello Mastroianni.

## Biographie
Giovanna Ralli joue pour la première fois à l'âge de six ans dans les films La maestrina (it) et Les enfants nous regardent. Puis, à 15 ans, elle fait des apparitions dans des films réalisés, entre autres, par Alberto Lattuada et Federico Fellini (Les Feux du music-hall), Luigi Zampa (Rome-Paris-Rome) et Aldo Fabrizi (La famiglia Passaguai). Par la suite, elle ne réussit pas à s'affirmer comme le font ses collègues, elle est toujours doublée à cause de son fort accent romain, et son nom n'est presque jamais mis à l'affiche des films.
Sa carrière connaît un tournant au milieu des années 1950, quand elle fait la connaissance du réalisateur Sergio Amidei auquel elle se liera sentimentalement. À partir de là, on lui confie des premiers rôles dans des films comme Cette folle jeunesse (1955, de Gianni Franciolini), Les Jeunes Filles de San Frediano (1955, de Valerio Zurlini), Un héros de notre temps (1955, de Mario Monicelli), Le Bigame (1956, de Luciano Emmer) et Una pelliccia di visone (1956, de Glauco Pellegrini). Néanmoins, elle se retrouve progressivement à toujours interpréter le même rôle, celle de la fille du peuple romaine, une étiquette qui lui restera jusque dans ses rôles les plus récents.

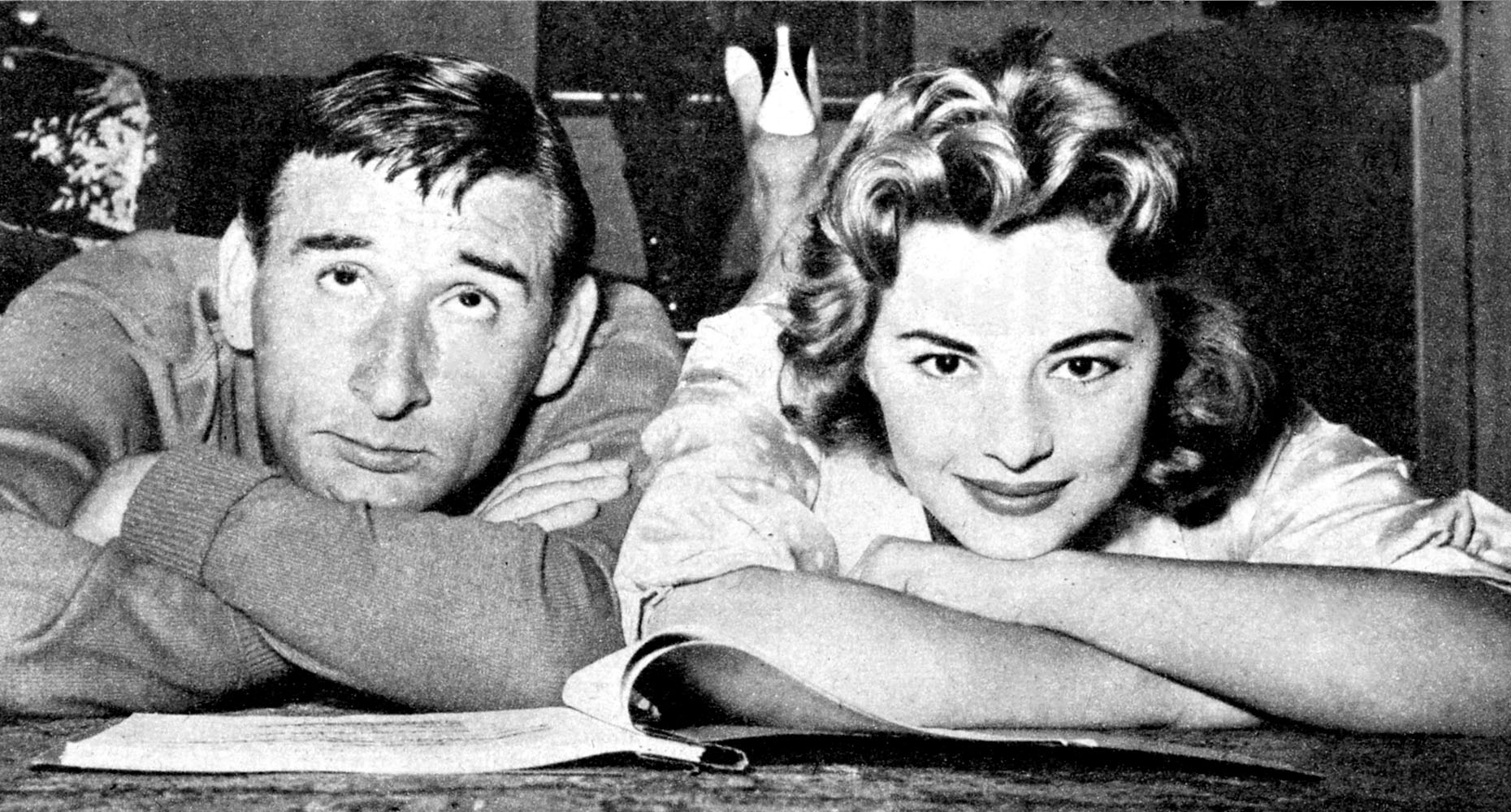
Renato Rascel avec Giovanna Ralli dans la comédie musicale ' de Garinei et Giovannini en 1957

Les années suivantes, Sergio Amidei la présente à Roberto Rossellini, qui accepte de la diriger dans deux films : Le Général Della Rovere (1959) et Les Évadés de la nuit (1960). Dans le premier film, elle a un petit rôle, alors que dans le second elle est le personnage principal, mais le film ne reçoit pas beaucoup de critiques positives.
Avec le film La Fugue de Paolo Spinola, elle remporte le ruban d'argent de la meilleure actrice, et pourtant l'actrice ne reçoit plus aucune demande digne d'être remarquée. C'est ainsi qu'elle décide de tenter une seconde carrière à Hollywood. Ce choix ne se révèle pas heureux, car en dehors d'un petit rôle dans le film Qu'as-tu fait à la guerre, papa ? (1966, de Blake Edwards), elle ne participe qu'à des films qui n'ont pas de succès. À cette époque, elle connaît l'acteur Michael Caine, avec lequel elle a une relation.
Après l'échec de sa carrière à Hollywood, elle décide de retourner en Italie dans les années 1970, mais désormais les temps ont changé et il ne semble plus y avoir de place pour l'actrice romaine. Sa réinsertion dans le milieu ne sera pas facile, si l'on excepte le second rôle qu'elle tient dans le film Nous nous sommes tant aimés d'Ettore Scola qui lui vaut le ruban d'argent de la meilleure actrice dans un second rôle. Elle participe à des films médiocres comme Di che segno sei? de Sergio Corbucci et Pour aimer Ophélie de Flavio Mogherini, tous deux en duo avec Renato Pozzetto. On peut également citer une apparition dans le néo-polar La Lame infernale (La polizia chiede aiuto) de Massimo Dallamano ainsi que dans le giallo Gli occhi freddi della paura d'Enzo G. Castellari. Elle joue dans 40 gradi all'ombra del lenzuolo de Sergio Martino, une comédie érotique à l'italienne typique de l'époque. Cette façon qu'elle a de s'adapter à l'époque la porte à poser nue pour le magazine Playboy, ce qui lui vaut des critiques négatives.

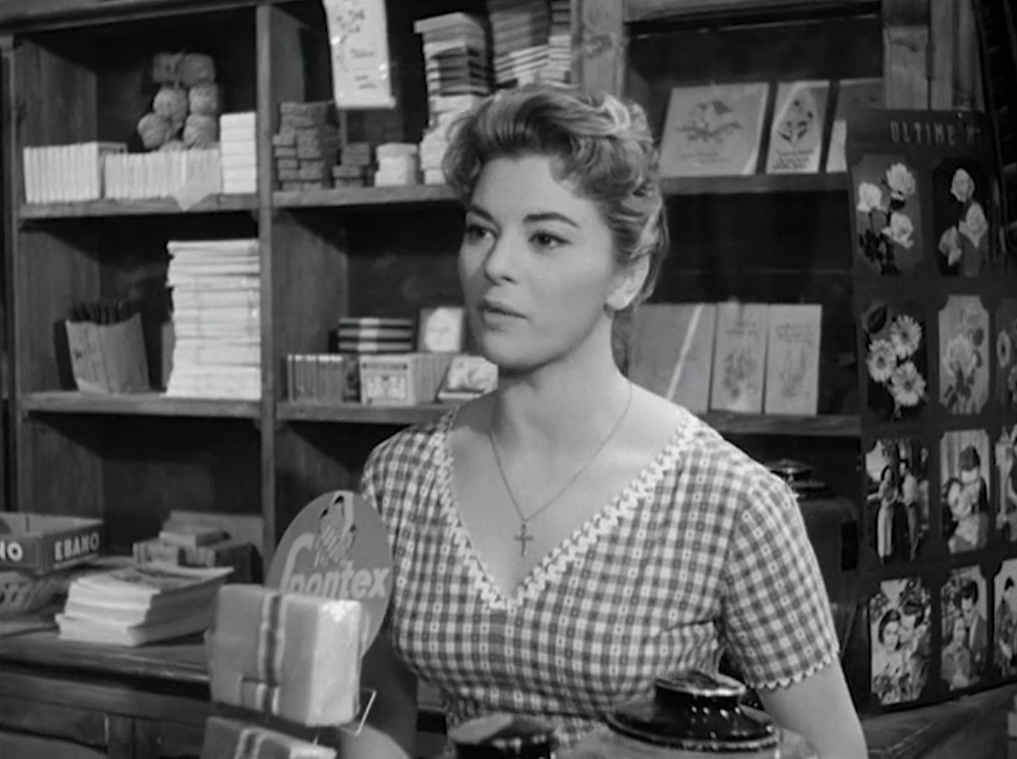
Dans Amours de vacances (1956).

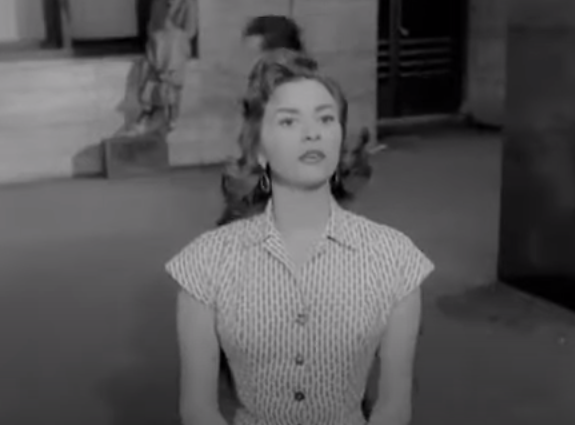
Dans Un héros de notre temps (1955).

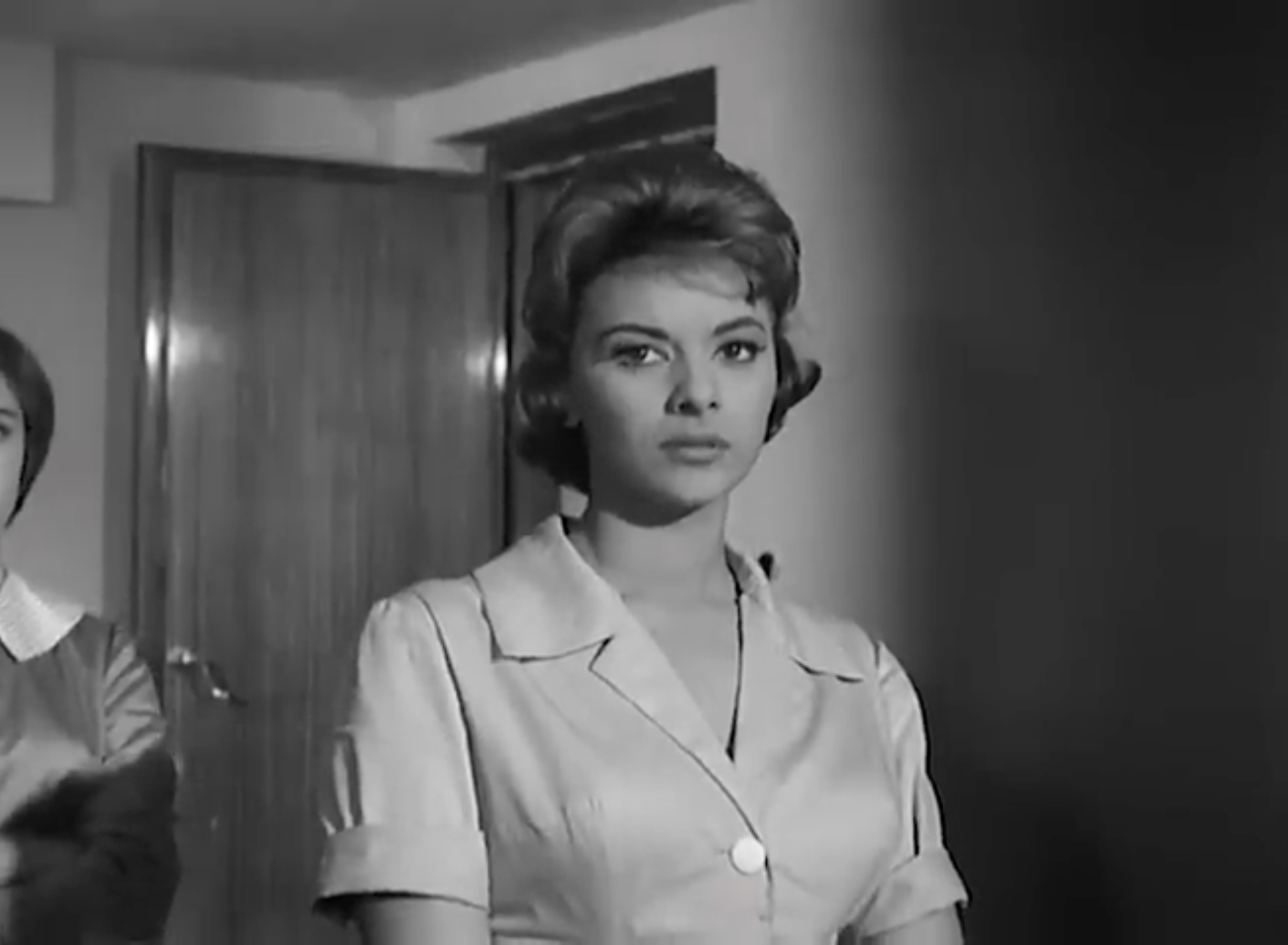
Dans Le cameriere (1959).

Une intervention du producteur Carlo Ponti sert à peu de choses. Celui-ci produit le film Colpita da improvviso benessere (it) de Franco Giraldi dans une tentative pour la relancer. Giovanna Ralli interprète le personnage qui lui colle, à savoir la fille du peuple, dans ce cas une poissonnière, mais les années 1950 sont bien loin, la comédie à l'italienne est sur le déclin, et surtout Sergio Amidei n'est plus à ses côtés. Giovanna Ralli n'oubliera pas pour autant le geste de Carlo Ponti et, dans les rares interviews qu'elle accorde, elle tient toujours à préciser que l'actrice qu'elle admire le plus et garde en estime est sa collègue Sophia Loren.
En 1977, elle se marie.
Au début des années 1980, à la suite de cette série d'insuccès, Giovanna Ralli décide de se retirer temporairement du monde du cinéma. Cette retraite dure toute la décennie, pendant laquelle elle se consacre au théâtre, ne retournant au grand écran qu'en 1991, dans le film Dans la soirée. Elle essaye de nouveau de s'adapter à son temps et commence à participer à ces nombreuses fictions qui se mettent à envahir la télévision italienne, parmi lesquelles Un prete tra noi (it), Ho sposato uno sbirro (it) et Tutti pazzi per amore (it). Dans les dernières années, elle enterre presque définitivement le cinéma, ne s'accordant que de petites participations à des films modestes.
Le 31 mars 2014, elle reçoit le prix Anna-Magnani pour l'ensemble de sa carrière.

## Filmographie

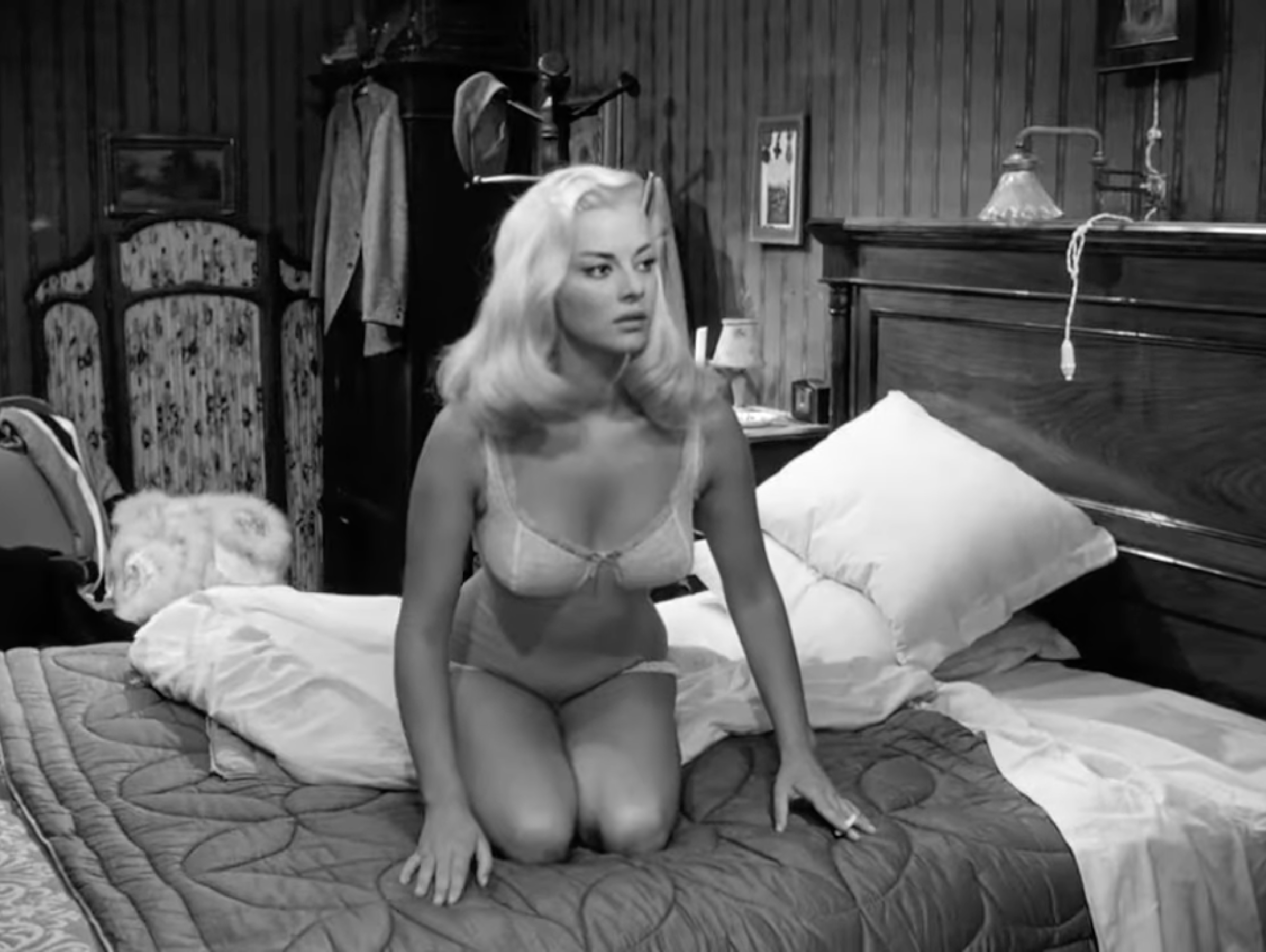
Dans Le Général Della Rovere (1959).

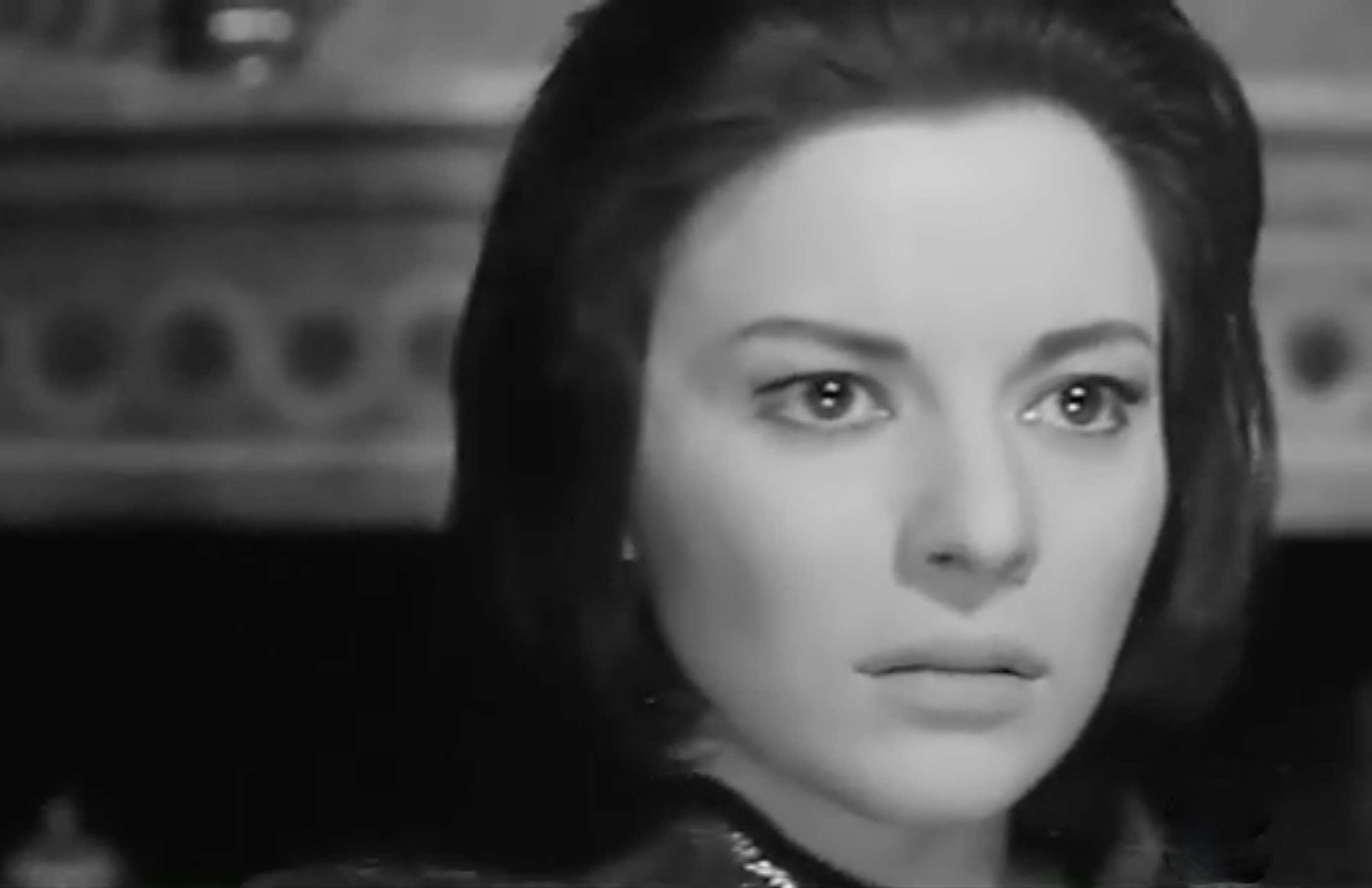
Dans La Nonne de Monza (1962).

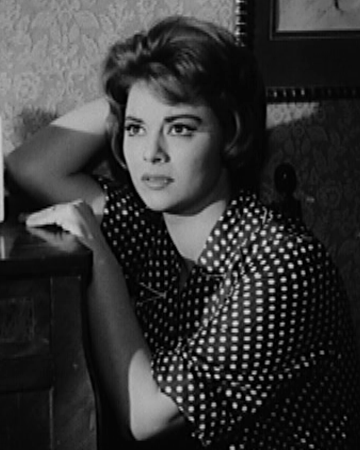
Dans L'Ennemi de ma femme (1959).

### Cinéma
- 1942 : La maestrina (it) de Giorgio Bianchi
- 1944 : Les enfants nous regardent (I bambini ci guardano) de Vittorio De Sica
- 1950 : Les Feux du music-hall (Luci del varietà) d'Alberto Lattuada et Federico Fellini
- 1951 : Rome-Paris-Rome (Signori, in carrozza !) de Luigi Zampa
- 1951 : La famiglia Passaguai d'Aldo Fabrizi
- 1951 : La famiglia Passaguai fa fortuna d'Aldo Fabrizi
- 1952 : Papà diventa mamma d'Aldo Fabrizi
- 1952 : La Louve de Calabre (La lupa) d'Alberto Lattuada
- 1953 : Les Amants de Villa Borghese (Villa Borghese) de Gianni Franciolini
- 1953 : Fermi tutti... arrivo io! de Sergio Grieco
- 1954 : Madame du Barry de Christian-Jaque
- 1954 : Au soir de la vie (Prima di sera) de Piero Tellini
- 1955 : Les Jeunes Filles de San Frediano (Le ragazze di San Frediano) de Valerio Zurlini
- 1955 : Ces demoiselles du téléphone (Le signorine dello 04) de Gianni Franciolini
- 1955 : Les Hussards d'Alex Joffé
- 1955 : Cette folle jeunesse (Racconti romani) de Gianni Franciolini
- 1956 : Le Bigame (Il bigamo) de Luciano Emmer
- 1956 : Una pelliccia di visone de Glauco Pellegrini
- 1956 : Amours de vacances (Tempo di villeggiatura) d'Antonio Racioppi
- 1957 : Le Moment le plus beau (Il momento più bello) de Luciano Emmer
- 1958 : Come te movi, te fulmino! de Mario Mattoli
- 1958 : Un homme facile (Un uomo facile) de Paolo Heusch
- 1959 : Le Général Della Rovere (Il generale Della Rovere) de Roberto Rossellini
- 1959 : Le Miroir aux alouettes (Costa Azzurra) de Vittorio Sala
- 1959 : L'Ennemi de ma femme (Il nemico di mia moglie) de Gianni Puccini
- 1959 : Le Don Juan des bas-fonds (Nel blu dipinto di blu) de Piero Tellini
- 1959 : Le cameriere de Carlo Ludovico Bragaglia : Virginia
- 1960 : Les Évadés de la nuit (Era notte a Roma) de Roberto Rossellini
- 1961 : Macaronis dans le désert (Pastasciutta nel deserto) de Carlo Ludovico Bragaglia : Angela
- 1961 : Le Goût de la violence de Robert Hossein
- 1962 : Horace 62 d'André Versini
- 1962 : La Nonne de Monza (La monaca di Monza) de Carmine Gallone
- 1963 : Carmen 63 (Carmen di trastevere) de Carmine Gallone
- 1964 : Le Coq du village (Liolà) d'Alessandro Blasetti
- 1964 : La Vie aigre (La vita agra) de Carlo Lizzani
- 1964 : La Fugue (La fuga) de Paolo Spinola
- 1966 : Qu'as-tu fait à la guerre, papa ? (What Did You Do in the War, Daddy?) de Blake Edwards
- 1967 : Gros coup à Pampelune (The Caper of the Golden Bulls) de Russell Rouse
- 1967 : Parlons femmes (Se permettete parliamo di donne) d'Ettore Scola
- 1968 : Le chat croque les diamants (Deadfall) de Bryan Forbes
- 1968 : El mercenario de Sergio Corbucci
- 1970 : Les Canons de Cordoba (Cannon for Cordoba) de Paul Wendkos
- 1971 : Une prostituée au service du public et en règle avec la loi (Una prostituta al servizio del pubblico e in regola con le leggi dello stato) d'Italo Zingarelli
- 1971 : Gli occhi freddi della paura d'Enzo G. Castellari
- 1974 : Nous nous sommes tant aimés (C'eravamo tanto amati) d'Ettore Scola
- 1974 : La Lame infernale (La polizia chiede aiuto) de Massimo Dallamano
- 1974 : Pour aimer Ophélie (Per amare Ofelia) de Flavio Mogherini
- 1975 : Di che segno sei? de Sergio Corbucci
- 1976 : Chi dice donna, dice donna de Tonino Cervi
- 1980 : Colpita da improvviso benessere (it) de Franco Giraldi
- 1980 : Arrivano i bersaglieri de Luigi Magni
- 1981 : Manolesta de Pasquale Festa Campanile
- 1991 : Dans la soirée (Verso sera) de Francesca Archibugi
- 1994 : Même heure, l'année prochaine (Tutti gli anni una volta l'anno) de Gianfrancesco Lazotti
- 2003 : Il pranzo della domenica de Carlo Vanzina
- 2008 : Il sangue dei vinti de Michele Soavi
- 2011 : Immaturi de Paolo Genovese
- 2012 : Immaturi - Il viaggio (it) de Paolo Genovese
- 2013 : Mister Love de Benedetta Pontellini
- 2013 : Un ragazzo d'oro de Pupi Avati
- 2022 : Marcel ! de Jasmine Trinca

## Distinctions
- Ruban d'argent de la meilleure actrice en 1966 pour son rôle dans le film La Fugue (La fuga).
- Ruban d'argent de la meilleure actrice dans un second rôle en 1975 pour son rôle dans le film Nous nous sommes tant aimés (C'eravamo tanto amati).